# Cymbalcloeon sartorii
Cymbalcloeon sartorii — вид одноденок родини баетид (Baetidae). Описаний у 2020 році.

## Етимологія
Родова назва Cymbalcloeon є комбінацією слова «цимбали» — музичного інструменту, схожого за зовнішнім виглядом на зяброву пластинку та Cloeon — найбільшого та найпоширенішого роду родини. Вид sartorii присвячений німецькому ентомологу доктору Міхелю Сарторі (Музей зоології, Лозанна) за його значний внесок у систематику одноденок.

## Поширення
Ендемік Таїланду. Типові зразки були зібрані на висотах від 265 до 530 метрів над рівнем моря у двох невеликих, мілководних, повільних потоках. Личинки були знайдені в піщаних і галькових донних субстратах, як правило, разом з личинками Nigrobaetis та Centroptella.